# Alopecoenas
Alopecoenas Sharpe, 1899 è un genere di uccelli della sottofamiglia Raphinae (famiglia Columbidae).

## Tassonomia
Il genere comprende le seguenti specie:
- Alopecoenas hoedtii (Schlegel, 1871) - tortorina di Wetar
- Alopecoenas jobiensis (A.B.Meyer, 1875) - tortorina pettobianco
- Alopecoenas kubaryi (Finsch, 1880) - tortorina delle Caroline
- Alopecoenas erythropterus (J.F.Gmelin, 1789) - tortorina di Polinesia
- Alopecoenas xanthonurus (Temminck, 1823) - tortorina golabianca
- Alopecoenas norfolkensis Forshaw, 2015 †
- Alopecoenas stairi (G.R.Gray, 1856) - tortorina amichevole delle Samoa
- Alopecoenas sanctaecrucis Mayr, 1935 - tortorina di Santa Cruz
- Alopecoenas ferrugineus (Forster, JR, 1844) - tortorina di Tanna †
- Alopecoenas salamonis (Ramsay, EP, 1882) - tortorina beccogrosso †
- Alopecoenas rubescens (Vieillot, 1818) - tortorina delle Marchesi
- Alopecoenas beccarii (Salvadori, 1876) - tortorina bronzea
- Alopecoenas canifrons (Hartlaub & Finsch, 1872) - tortorina delle Palau